# Быченков, Валерий Ильич
Валерий Ильич Быченков (2 марта 1940, Челябинск — 17 апреля 2012, Санкт-Петербург) — советский и российский актёр, кинорежиссёр, сценарист.

## Биография
Валерий Быченков родился 2 марта 1940 года в Челябинске. Закончил Ленинградский государственный институт театра, музыки и кинематографии (ЛГИТМиК, факультет драматического искусства, режиссёрское отделение, мастерская М. Королёва) в 1965 году. После окончания института с 1966 года работал вторым режиссёром на киностудии «Ленфильм», а с 1993 года — режиссёром-постановщиком. Снялся в нескольких фильмах.
Умер 17 апреля 2012 года.

## Фильмография

### Актёр
1. 1965 — Первый посетитель — Егоров
2. 1976 — Кадкина всякий знает — матрос-гармонист
3. 1976 — Обычный месяц — рабочий сборочного цеха
4. 1976 — Сюрприз табачного короля
5. 1979 — Прогулка, достойная мужчин
6. 1989 — Ад, или Досье на самого себя — Дегтярёв, майор
7. 1990 — Дезертир — майор
8. 2002 — Не делайте бисквиты в плохом настроении — эпизод
9. 2005 — Брежнев — Дмитрий Степанович Полянский, член Политбюро, участник заговора против Хрущёва

### Режиссёр
1. 1993 — Счастливый неудачник
2. 1998 — Я первый тебя увидел
3. 2003 — Челябумбия
4. 2004 — Иванов и Рабинович

### Сценарист
1. 1998 — Я первый тебя увидел
2. 2003 — Челябумбия